# Полоз (пистолет)
Полоз — российский самозарядный компактный пистолет.

## История
Пистолет был создан АО «ЦНИИточмаш» на основе конструкции пистолета «Удав» в рамках инициативной опытно-конструкторской работы «Полоз». Разработка пистолета началась в 2020 году и проходила три месяца (в это время оружие имело индекс РГ120-2).
14 августа 2020 года пистолет был представлен под названием «Полоз» и предложен в качестве оружия оперативного и скрытого ношения для сотрудников МВД и Росгвардии.

## Описание
Пистолет представляет собой компактный вариант пистолета «Удав» (индекс РГ-120) под патрон 9×19 мм (с укороченными затвором, стволом и рукоятью), при этом часть деталей пистолета у них взаимозаменяема.
Автоматика пистолета основана на принципе отдачи с коротким ходом ствола. Двусторонний флажковый предохранитель даёт возможность использовать оружие как правой, так и левой рукой.
В пистолете могут использоваться магазины ёмкостью 15 или 18 патронов.
Рукоятка выполнена из высокопрочного полимерного материала — армамида.
Под стволом этого пистолета есть планка Пикатинни, на которую может быть установлено дополнительное оборудование.
Ресурс пистолета составляет не менее 10 000 выстрелов, и он может использоваться при широком диапазоне температур от −50 до +50 °С.